# جون لوسي
جون لوسي (بالإنجليزية: John Lucy)‏ هو عسكري أمريكي، (ولد في نيويورك في الولايات المتحدة 1859  م).